# Sony SAB
Sony SAB, tidigare SAB TV, är en indisk kanal för komedi som ägs av Sony Pictures Networks. 

## Historia
Sony SAB publicerades som SAB TV av Gautam Adhikari och Markand Adhikari under deras företag Sri Adhikari Brothers (därav förkortningen) den 23 april 1999. Till en början publicerades den som en komedikanal på hindi. Sony Pictures Networks tog över SAB TV i mars 2005  och döpte om den till Sony SAB, med ett nytt fokus på allmän underhållning/komedi  och förvandlade så småningom sig till en ungdomskanal. 2008 ändrade Sony SAB sitt överklagande till att vara ett hinder språkligt generalist nätverk. 
Kanalens höga kvalitetsflöde lanserades den 5 september 2016. 
Yes Boss var flaggskeppsshowen för SAB TV när kanalen lanserades 1999. Kanalen fick sina höga betyg på grund av denna show. Yes Boss är en av de längsta programmen på kanalen. Efter Yes Boss blev Taarak Mehta Ka Ooltah Chashmah den längst pågående och dess flaggskeppsshow som har sänts sedan 2008.  Taarak Mehta Ka Ooltah Chashmah kommer fortfarande ut med nya avsnitt.

## Programmering
Sony SAB:s nuvarande programmering inkluderar Taarak Mehta Ka Ooltah Chashmah, Ziddi Dil Maane Na, Tera Yaar Hoon Main, Maddam Sir, Wagle Ki Duniya - Nayi Peedhi Naye Kissey, Shubh Laabh - Aapkey Ghar Mein